# خاورزمین
مشرق‌زمین که با نام‌های دیگری مانند دنیای شرق، خاور، خاورزمین، خاوران و شرق هم شناخته می‌شود نامی است که به مناطق شرقی دنیا اشاره می‌کند.
در گذشته به هر آن‌چه که در شرق اروپا وجود داشته مشرق‌زمین گفته می‌شد؛ بنابراین واژهٔ مشرق‌زمین در ادبیات متعارف اروپایی‌ها به مناطق شرق قارهٔ اروپا مانند خاورمیانه (خاور نزدیک) یا شرق دوردر هر دو اشاره می‌کند. در زبان انگلیسی، orient (شروع با حرف کوچک) به معنای شرق و نیز جهت‌یابی است. در انگلیسی یک دگرنام محسوب می‌شود و به‌طور تلویحی متناظر با قاره آسیا است. در فرانسه و دیگر کشورهای اروپای غربی، Orient علاوه بر آسیا همچنین کشورهای شمال آفریقا را هم در بر می‌گیرد.

## ریشهٔ واژه
مشرق‌زمین معادل واژهٔ انگلیسی Orient (شروع با حرف بزرگ) است که به معنی شرق است. اصطلاح "Orient" مشتق از کلمه لاتین oriens  است که معنای "شرق" و طلوع می‌دهد. orior به معنای پدیدار شدن، برخاستن و طلوع است. این واژه اشاره به جهت طلوع خورشید می‌کند که از سمت مشرق است.
مشرق‌زمین به تعبیری که مارتین لوتر به زبان آلمانی وارد کرد (Morgenland اشاره به جهت طلوع خورشید در برابر Abendland به معنای مغرب‌زمین عموماً شامل آلمان، انگلستان، فرانسه و ایتالیا) از دید اروپایی‌ها معادل آسیا نیست.
یک توضیح دیگر دربارهٔ این واژه به امپراتوری روم بر می‌گردد که به‌طور خاص در امپراتوری روم شرقی منطقه‌هایی که در زیر شهر رم قرار می‌گرفتند با نام Orient a شناخته می‌شدند.
در مقابل اصطلاح «مغرب‌زمین» مشتق از واژهٔ لاتین occidens معنی غرب و محل غروب خورشید می‌دهد هرچند امروزه به جای آن از عبارت دنیای غرب استفاده می‌شود.
صفت شرقی (Oriental) در دنیای غرب برای اشاره به موارد فرهنگی، مردم، کشورها و کالاهای مشرق‌زمین به کار رفته‌است. از قرن نوزدهم «خاورشناس» به کسی گفته می‌شود که در زمینهٔ شرق‌شناسی مطالعه و تحقیق می‌کند.
در سال ۱۹۷۸ ادوارد سعید کتابی به نام شرق‌شناسی منتشر کرد. وی معتقد بود که سنت غرب در قرون ۱۸ و ۱۹ میلادی به گونه‌ای بوده که با نشان دادن تفسیری برونگرا از کشورهای عرب و اسلامی در آثار تحقیقی و هنری خود، زمینه را برای امپریالیسم اروپا در منطقهٔ کشورهای عرب و اسلامی فراهم کرده‌اند.

## کاربردهای امروزی
در انگلیسی بریتانیایی واژهٔ Oriental st Asia (such as برای اشاره به مردم شرق آسیا و جنوب شرق آسیا به کار می‌رود. چین، ژاپن، کره، هنگ کنک، ویتنام، فیلیپین، تایوان و مغولستان از جمله این کشورها هستند.
در کشور آمریکا واژه Oriental گاه دارای بار منفی و نژادپرستانه است و به تلاش‌های غرب در گذشته برای تفکیک نژادهای آسیایی از بقیه اشاره می‌کند. تلاش‌هایی برای حذف این واژه از منابع رسمی و حقوقی در آمریکا صورت گرفته‌است.

## یادداشت
1. ↑  فم‌تریپ، هزار و یک شب و تراژدی فرهنگی، رادیو فردا
2. ↑  هرمان هسه نیز مفهوم «مشرق‌زمین» را در رمان سال ۱۹۳۲ خود به نام سفر به شرق (Die Morgenlandfahrt) استفاده کرده‌است.
3. ↑  Nosal, K R. American Criticism, New York Standard, New York. 2002
4. ↑  "Oriental: Rugs or People?". nyu.edu. Archived from the original on 4 September 2012. Retrieved 10 October 2016.
5. ↑  official 2009 press release بایگانی‌شده  در ۱۲ فوریه ۲۰۱۳ توسط Wayback Machine